# Bezirk Mittelland
Der ehemalige Bezirk Mittelland war eine Verwaltungseinheit des Schweizer Kantons Appenzell Ausserrhoden.
Er wurde im Jahre 1877 durch die Aufteilung des Bezirks Vor der Sitter in die beiden Teile Mittelland und Vorderland gegründet. 1995 wurden die Bezirke formell abgeschafft, die regionale Gliederung lebt aber als Landschaftsname weiter.
Der Bezirk bestand aus folgenden Gemeinden:
| Wappen    | Name der Gemeinde | Einwohner (31. Dezember 2023) | Fläche in km² | Einw. pro km² |
| --------- | ----------------- | ----------------------------- | ------------- | ------------- |
| Bühler    | Bühler            | 1954                          | 5,60          | 349           |
| Gais      | Gais              | 3147                          | 21,21         | 148           |
| Speicher  | Speicher          | 4453                          | 8,18          | 544           |
| Teufen    | Teufen (AR)       | 6514                          | 15,25         | 427           |
| Trogen    | Trogen            | 1862                          | 10,03         | 186           |
| Total (5) | Total (5)         | 17'930                        | 60,27         | 297           |